# Áreas autónomas da China
De forma semelhante à antiga nação titular União Soviética, um certo número de domínios associados a uma ou mais minorias étnicas são designadas como autónomos dentro da República Popular da China (RPC).